# Somorgollaire de Brünnich
El somorgollaire de Brünnich (Uria lomvia) és un ocell marí de la família dels àlcids (Alcidae) que habita zones una mica més septentrionals que el seu parent el somorgollaire comú.
Rep el nom del zoòleg danès Morten Thrane Brünnich

## Morfologia
- Amb una llargària de 40–44 cm i una envergadura de 64–75 cm, és molt similar al somorgollaire comú.
- El plomatge nupcial és negre per sobre i blanc per sota. Cap i coll negre.
- En hivern, la barbeta, gola i costats del coll esdevenen blancs.
- Les puntes de les secundàries són blanques, visibles en vol.
- Bec acabat en punta, amb una vira pàl·lida a la llarga de la part posterior de mandíbula superior. Potes grogues per davant i negres per darrere.

## Hàbitat i distribució
Habita zones pelàgiques i costes, cria en penya-segats costaners als continents i les illes de les zones septentrionals dels oceans Atlàntic i Pacífic i zones limítrofes de l'Àrtic. En hivern pot arribar fins al Japó.